# 小管弦楽のための組曲
『小管弦楽のための組曲』（しょうかんげんがくのためのくみきょく）は、イーゴリ・ストラヴィンスキーによる管弦楽用組曲。諧謔精神にあふれた小曲集である。
第1番と第2番があり、それぞれ4曲から構成される。ストラヴィンスキー本人は1番と2番が連続して演奏されることを望んでいた。
もともと第一次世界大戦中にスイスでピアノ連弾曲として作曲された『やさしい小品』を、後に管弦楽用に編曲したものである。この記事では原曲についても記述する。

## 3つのやさしい小品
『3つのやさしい小品』（仏: Trois pièces faciles pour piano à 4 mains）は、1914年から1915年にかけてスイスのヴォー州クラランスで作曲された、3曲からなる連弾曲である。低音側の奏者は非常に簡単な和音をくり返すだけであるが、「やさしい」のは低音側だけで、高音側は少しもやさしくない。各曲は友人に献呈されている。
1. マーチ（Marche、アルフレード・カゼッラに献呈）
2. ワルツ（Valse、エリック・サティに献呈）
3. ポルカ（Polka、セルゲイ・ディアギレフに献呈）

演奏時間は約3分。
戯画的な音楽であり、ひどく調子はずれに聞こえる。同時期の声楽曲のようなロシアの土俗的要素を持たず、一見調性音楽を装っているが、とくにマーチでは和声はまったく機能せずにドローンと化している。
自伝によると、ストラヴィンスキーは1915年はじめにローマでこの曲をディアギレフとともに弾き、「ポルカ」について、サーカスの親方として山高帽をかぶって鞭を鳴らしているディアギレフを思いうかべながら作曲したと話した。また、「ワルツ」は当時イギリスで有名だった道化師のリトル・ティッチの肖像として作曲されたという。

## 5つのやさしい小品
『5つのやさしい小品』（仏: Cinq pièces faciles pour piano à 4 mains）は、1917年にスイスのモルジュで作曲された5曲からなる連弾曲である。ストラヴィンスキーによると、長男のテオドールと長女のミカ（リュドミラ）のピアノ学習用に作曲された。『3つのやさしい小品』とは逆に、高音側がやさしくなっている。
1. アンダンテ（Andante）
2. エスパニョーラ（Española）
3. バラライカ（Balalaika）
4. ナポリターナ（Napolitana）
5. ギャロップ（Gallop）

演奏時間は約9分。曲はバスク系チリ人のパトロンであるエウヘニア・エラスリス夫人（英語版）に献呈された。
最初のアンダンテ以外はヨーロッパ各地の舞曲のパロディとも言える内容だが、『3つのやさしい小品』にくらべるとずっと普通の音楽になっている。
ストラヴィンスキーは米国公演から帰ったディアギレフに会うために1916年はじめに初めてスペインを訪問し、スペイン文化に深く感銘した。「エスパニョーラ」にはその影響があらわれており、ほかに『ピアノラのための練習曲』(1917)や『兵士の物語』(1918)の王の行進曲にもスペイン音楽の影響が見られる。
ナポリターナも1917年のナポリ旅行の影響によるとされるが、この曲が完成したのは1917年2月であり、イタリア訪問より前のことだった。
ギャロップについてストラヴィンスキーはロシア音楽としているが、草稿には「カンカン」と書いてあるという。
『3つのやさしい小品』『5つのやさしい小品』の楽譜は1917年にジュネーブのAd. Hennから出版された。両者とも1918年4月22日にローザンヌで初演された。

## 小管弦楽のための組曲第1番
『小管弦楽のための組曲第1番』（仏: Suite no  1 pour petit orchestre）は、1925年に完成した4曲からなる管弦楽用組曲で、『5つのやさしい小品』の最初の4曲を編曲したものである。曲順は変更されている。
1. アンダンテ
2. ナポリターナ
3. エスパニョーラ
4. バラライカ

楽器編成は、フルート2（ピッコロ持ち替え）、オーボエ、クラリネット2、ファゴット2、ホルン、トランペット、トロンボーン、チューバ、大太鼓、弦5部。
演奏時間は約5分。

## 小管弦楽のための組曲第2番
『小管弦楽のための組曲第2番』（仏: Suite no  2 pour petit orchestre）は4曲からなる管弦楽用組曲で、『3つのやさしい小品』および『5つのやさしい小品』の最終曲を編曲したものである。自伝によると、1921年春にパリのミュージックホールからの依頼で編曲したという。リチャード・タラスキンによるとこの「ミュージックホール」とはシャンゼリゼにあった「蝙蝠座」 (La Chauve-Souris) というロシア人経営によるキャバレーだという。
ただし、実際にはそれよりずっと前から管弦楽化に取りかかっており、完成したのが1921年ということらしい。1925年に出版された。
1. マーチ
2. ワルツ
3. ポルカ
4. ギャロップ

楽器編成は第1番とほとんど同じだが、「マーチ」にピアノが、「ギャロップ」にピアノと第2トランペットが加わる。打楽器にはシンバル、スネアドラムが加わる。
演奏時間は約7分。

## その他の編曲
ストラヴィンスキーは『小管弦楽のための組曲』以外にも編曲を行っている。
- 「マーチ」は1915年に12楽器のために編曲された。
- 「ポルカ」はツィンバロム奏者アラダール・ラーツのために1915年にツィンバロム独奏曲として編曲された。